# セス・ジョンソン
セス・アート・モーリス・ジョンソン（Seth Art Maurice Johnson, 1979年3月12日 - ）は、イギリス出身のサッカー選手。ポジションはミッドフィールダー。

## 経歴

### クルー・アレクサンドラFC
ジョンソンは練習生としてクルー・アレクサンドラFCに入団し、1996年にプロ契約を果たした。ここで非凡な才能を開花かさせ、様々なポジションをこなした。このジョンソンの活躍がダービー・カウンティFCの目に留まり獲得の打診を受けるが、ジョンソンのクルー・アレクサンドラへの忠誠心は堅く、フットボールリーグ・チャンピオンシップの残留が決まった後での移籍となった。

### ダービー・カウンティFC
ジョンソンのクルー・アレクサンドラへの忠誠心からダービーへの加入は予定よりも2ヶ月遅れてしまったが、1999-2000シーズンのリーズ・ユナイテッドAFCとの開幕戦で早速デビューし、ウィンブルドン戦で移籍後初ゴールを決めた。その後、ジム・スミス監督の下でレギュラーを獲得し、U-21イングランドでの安定した活躍から2000年のイタリア戦で代表デビューを果たした。

### リーズ・ユナイテッドAFC
ダービーの財政難から2001年10月に700万ポンドでリーズ・ユナイテッドAFCに移籍。加入後すぐにトッテナム・ホットスパーFC戦でデビューするが、その後は怪我に悩まされ続けた。

### ダービー・カウンティFCへの復帰
リーズの財政難もあって2005年にダービーに復帰した。ダービー移籍後はビリー・デイヴィス監督の下で活躍し復活の兆しを見せ、チームの昇格に貢献する。しかし、膝を負傷から 、2007年1月に放出される。昇格に大きく貢献したジョンソンが放出されたことは多くのサッカーファンを驚かせた。

## その後
二年半余りの引退生活を送っていた。2009年11月にフットボールリーグのレイトン・オリエントFCから獲得の打診を受けるが、メディカル・チェックで落第し加入には至らなかった。
2010年1月にカンファレンス・ナショナルのケンブリッジ・ユナイテッドFCの入団テストを受けた。

## 特徴
若くして才能を開花させ、主にミッドフィールダーとしてプレーしたが、サイドバックなどでも活躍した。しかし、ファールが非常に多く怪我もしやすいことから、出場試合数は多いとは言えない。

## 所属クラブ
- クルー・アレクサンドラFC 1996-1999
- ダービー・カウンティFC 1999-2001
- リーズ・ユナイテッドAFC 2001-2005
- ダービー・カウンティFC 2005-2007